# Вышка (Закарпатская область)
Вы́шка (укр. Вишка) — село в Костринской сельской общине Ужгородского района Закарпатской области Украины.
Население по переписи 2001 года составляло 897 человек. Почтовый индекс — 89023. Телефонный код — 03135. Код КОАТУУ — 2120881601.

## Туризм
Село Вышка — горнолыжный курорт Украины. Основная трасса горнолыжного курорта длиной в 2,7 км является самой длинной на Украине. Ширина трасс — 150 метров.